# 池田町 (福井縣)
池田町（日语：／ Ikeda chō */?）為位於日本福井縣北部的行政區劃；轄區位於足羽川的上游流域，轄內92%的地區為山林地，聚落則分布於河川沿岸的山谷間。

## 人口
| 池田町 (福井縣)人口分布圖 |                                                        |  |
| 池田町 (福井縣)與日本全國年齡別人口分布比較圖 （2005年資料） | 池田町 (福井縣)的年齡、男女別人口分布圖 （2005年資料） |  |
| ■紫色是池田町 (福井縣) ■綠色是全国 | ■藍色是男性 ■紅色是女性                                |  |
| 池田町 (福井縣)人口變化 \| 1970年 \| 5,524人 \| \| \| 1975年 \| 4,814人 \| \| \| 1980年 \| 4,510人 \| \| \| 1985年 \| 4,318人 \| \| \| 1990年 \| 4,203人 \| \| \| 1995年 \| 4,032人 \| \| \| 2000年 \| 3,759人 \| \| \| 2005年 \| 3,405人 \| \| \| 2010年 \| 3,046人 \| \| \| 2015年 \| 2,638人 \| \| \| 2020年 \| 2,423人 \| \| |                                                        |  |
| 資料來源：日本總務省統計中心提供之人口普查數據 |                                                        |  |
| 1970年 | 5,524人                                                |  |
| 1975年 | 4,814人                                                |  |
| 1980年 | 4,510人                                                |  |
| 1985年 | 4,318人                                                |  |
| 1990年 | 4,203人                                                |  |
| 1995年 | 4,032人                                                |  |
| 2000年 | 3,759人                                                |  |
| 2005年 | 3,405人                                                |  |
| 2010年 | 3,046人                                                |  |
| 2015年 | 2,638人                                                |  |
| 2020年 | 2,423人                                                |  |

## 歷史
過去在令制國時代屬於越前國，最初為丹生郡的一部分，在大約8世紀至9世紀期間，與丹生郡位於日野川以東的區域一同被分出設立為今立郡。
現在的轄區在江戶時代後大部分地區都成為鯖江藩的領地，令有少部分區域屬於福井藩和幕府直屬領，19世紀末明治維新後，原屬幕府領在1871年被劃入新設立的本保縣，在同年實施的廢藩置縣後，其餘原屬各藩的領地則改隸屬鯖江縣和福井縣，不過在同年底進行的第一次府縣整併中，全數區域被整併至敦賀縣，但敦賀縣在1876年遭到廢除，本地被併入石川縣，直到1881年才改隸屬新設立的福井縣。
1889年日本實施町村制，現在的池田町轄區在當時分屬位於南部的上池田村，和位於北部的下池田村，兩村在1955年合併為池田村，1964年升格改制為池田町。

### 變遷表
| 1889年4月1日 | 1889年 - 1912年 | 1912年 - 1944年 | 1945年 - 1954年 | 1955年 - 1989年           | 1955年 - 1989年           | 1989年 - 現在             | 現在                      |
| ------------ | --------------- | --------------- | --------------- | ------------------------- | ------------------------- | ------------------------- | ------------------------- |
| 上池田村     | 上池田村        | 上池田村        | 上池田村        | 1955年3月1日 合併為池田村 | 1964年9月1日 改制為池田町 | 1964年9月1日 改制為池田町 | 1964年9月1日 改制為池田町 |
| 下池田村     |                 |                 |                 | 1955年3月1日 合併為池田村 | 1964年9月1日 改制為池田町 | 1964年9月1日 改制為池田町 | 1964年9月1日 改制為池田町 |

## 交通
鐵內沒有鐵路或高速公路通過，對外交通仰賴國道417號和國道476號兩條公路，其中國道417號也可以往南通往岐阜縣的大垣市；福井鐵道和京福巴士兩家客運業者各自經營可自池田町通往越前市武生車站和福井市福井車站的客運路線，在町內的區域則有町營的町民巴士仲間號於各聚落間往返。

## 觀光資源

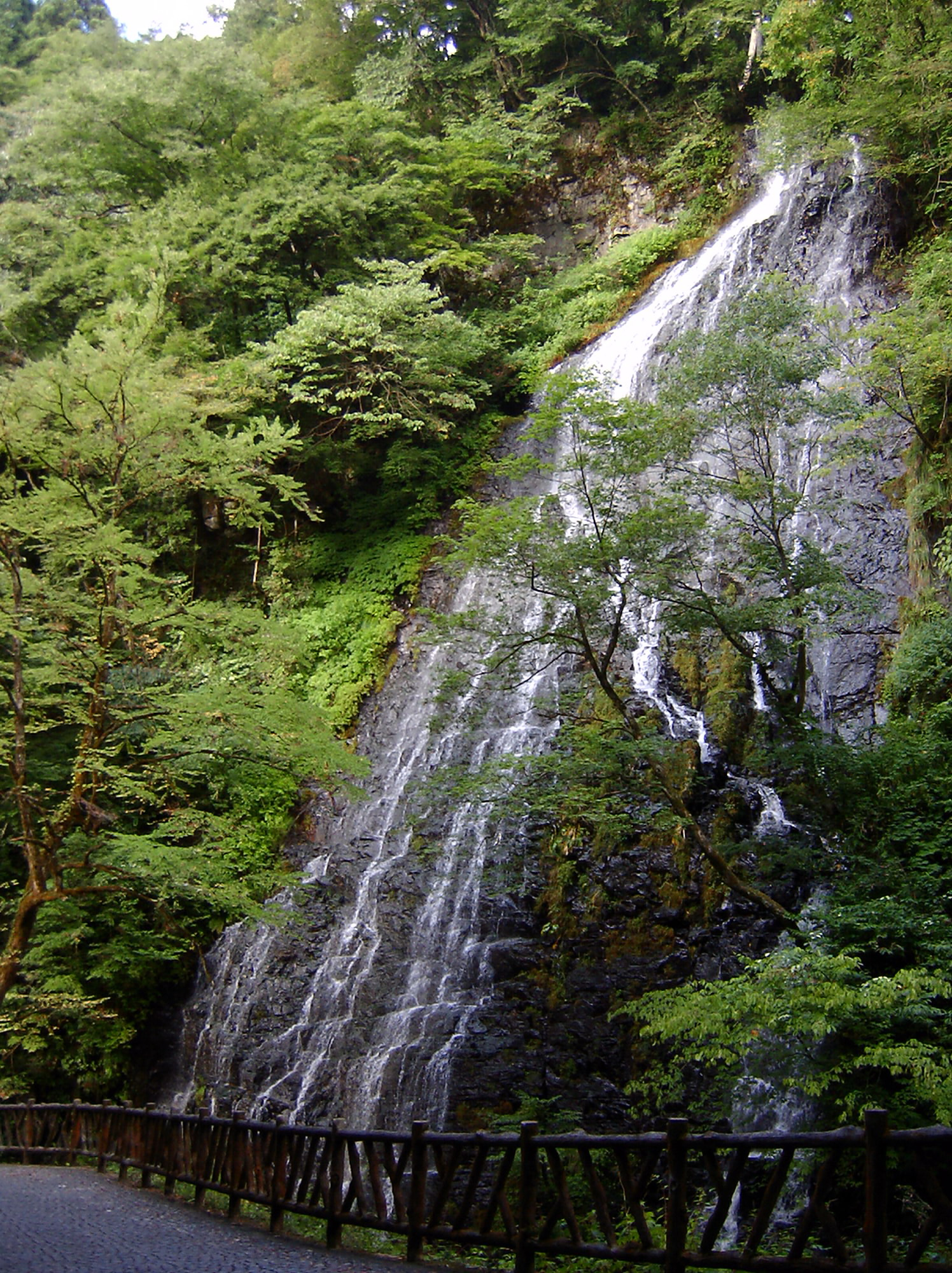
龍雙瀑布

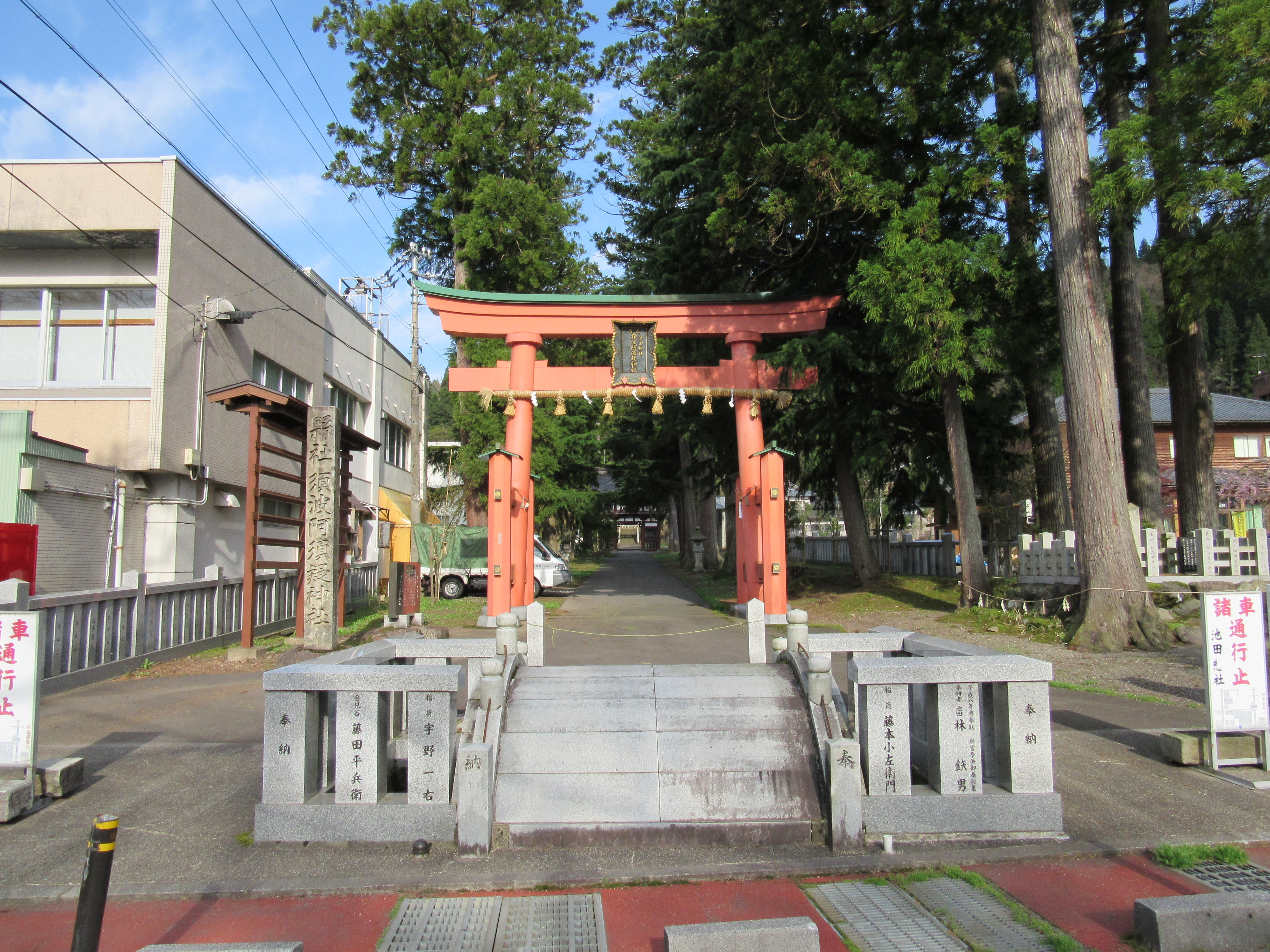
須波阿須疑神社鳥居

在町內北部的龍雙瀑布為位於高度落差達60公尺岩石上形成的瀑布，是福井縣內唯一被列入日本瀑布百選的瀑布。
位於主要聚落旁的須波阿須疑神社傳說建於6世紀，其本殿已被列入國家重要文化財。

## 教育
由於池田町內人口外流嚴重，目前全池田町內只有池田町立池田中學校及池田町立池田小學校兩所學校，且都已被列為僻地教育學校；過去福井縣立武生高等學校在町內曾設有池田分校，並和池田町立池田中學校搭配成為中高一貫教育學校，但由於進入此分校就讀的學生仍逐漸減少，因此在2017年停止招生，2020年最後一屆學生畢業後關閉。

## 姊妹、友好城市

### 日本
1986年，全日本六個同樣名為「池田町」的行政區劃締結為姊妹城鎮，包括：
- 池田町（北海道）
- 池田町（長野縣）
- 池田町（岐阜縣）
- 池田町（德島縣）
- 池田町（香川縣）

六町每年定期舉辦「全國池田高峰會」，1988年大阪府的池田市也加入此會。
不過德島縣的池田町和香川縣的池田町在2006年各自合併為三好市和小豆島町後，高峰會也停止舉辦。

## 備註
1. ↑  於1871年第一次設立的福井縣，與現在的福井縣沒有直接關係。
2. ↑  於1881年第二次設立的福井縣，與1871年設立的福井縣沒有直接關係。

## 外部連結
- （日語） 池田町的Facebook專頁
- （日語） 池田農村觀光協會的Facebook專頁